# Buenavista, Villa Corzo
Buenavista är en ort i Mexiko.   Den ligger i kommunen Villa Corzo och delstaten Chiapas, i den sydöstra delen av landet, 700 km sydost om huvudstaden Mexico City. Buenavista ligger 697 meter över havet och antalet invånare är 110.
Terrängen runt Buenavista är huvudsakligen kuperad, men åt nordost är den platt. Runt Buenavista är det ganska glesbefolkat, med 24 invånare per kvadratkilometer. Närmaste större samhälle är Villa Corzo, 15,1 km norr om Buenavista. I omgivningarna runt Buenavista växer huvudsakligen savannskog.